# トゥッコージー
トゥッコージー（マラーティー語：तुकोजी, ：Tukkoji, 1677年 - 1736年）は、南インドのタミル地方、タンジャーヴール・マラーター王国の君主（在位：1728年 - 1736年）。トゥラジャージー（Tulajaji）とも呼ばれる。

## 生涯
1728年、兄（あるいは弟）のサラボージーが死亡したことにより、弟であるトゥッコージーその王位を継承した。
トゥッコージーの治世は、パーライヤッカーラルの反乱やカルナータカ太守に脅かされていたマドゥライ・ナーヤカ朝の女王ミーナークシの援助を行った。
1734年、カルナータカ太守側のチャンダー・サーヒブがマドゥライ・ナーヤカ朝の領土に侵攻した際は、これの援助に回り撃退した。
しかし、1736年にチャンダー・サーヒブはもう一度マドゥライ・ナーヤカ朝の領土に侵攻し、その首都ティルチラーパッリは落とされ、王朝は滅ぼされてしまった。
同年、トゥッコージーはタンジャーヴール城で死亡し、息子のヴィヤンコージー2世がその王位を継承した。

## 人物
トゥッコージーは諸外国語に通じた学識のある人物だった。彼はタンジャーヴールのタミル音楽にヒンドゥスターニー音楽を導入したことが功績として挙げられ、彼自身も楽譜を書いたりする音楽家だった。